# Мейо, Уильям Уарелл
Уи́льям Уа́релл Ме́йо (англ. William Worrall Mayo; (31 мая 1819, Солфорд, Великобритания — 6 марта 1911, Рочестер (Миннесота), штат Миннесота, США) — американский хирург, основатель клиники Мейо в городе Рочестере.

## Биография
Родился вблизи британского города Манчестера 31 мая 1819 года. Получил образование химика, обучаясь у Джона Дальтона. В 1845 году переехал в США и изучал медицину в Лафайетте, штат Индиана и в городе Сент-Луисе, штат Миссури. С 1863 года жил и работал в Рочестере, штат Миннесота, где в 1883 году основал Сент-Мэрис, в 1889 году преобразованную клинику Мейо, со временем ставшей одним из крупнейших лечебных и научных центров в США. После него управление клиникой осуществляли два его сына — Уильям Джеймс и Чарлз Хорас. Скончался 6 марта 1911 года в Рочестере.
Специализировался на абдоминальной хирургии, автор нескольких работ на эту тему. Одним из первых в США стал применять микроскоп в медицинских исследованиях.